# 科爾科特山莊園 (亞利桑那州)
科爾科特山莊園（英語：Colcord Mountain Estates）是位於美國亞利桑那州希拉縣的一個非建制地區。該地的面積和人口皆未知。

## 地理
科爾科特山莊園的座標為34°15′50″N 110°54′03″W / 34.26389°N 110.90083°W，而該地的平均海拔高度為1909米（即6263英尺）。